# 酒井大岳
酒井 大岳（さかい だいがく、1935年 - 2020年2月4日）は、日本の禅僧（曹洞宗）。群馬県吾妻郡東吾妻町長徳寺17世住職。本名は酒井哲雄（てつお）。

## 来歴
群馬県生まれ。駒澤大学仏教学部禅学科卒業。群馬県立吾妻高等学校で30年余り書道講師を勤めた。南無の会会友。
道元禅師の「愛語」（愛に満ちた言葉）など仏教の教えを分かりやすい言葉で、かみくだいて説き、多くの著作がある。
金子みすゞの詩を愛好し、著書に「酒井大岳と読む金子みすゞの詩」などがある。　

## 受賞
- 昭和39年　群馬県文学賞（随筆）
- 昭和56年　上毛文学賞（俳句）
- 昭和58年　上毛出版文化賞（『般若心経を生きる』）
- 平成11年　日本社会文化功労賞
- 平成20年　朝日俳壇賞[4]

## 著作
- 『さわやかに生きる』あさを社　1982
- 『一本道の春』あさを社　1984
- 『観音経に学ぶ』曹洞宗宗務庁　1984
- 『土に聞く 精進のこころ』文元社　1984　現代辻説法
- 『辻説法 第1集 (草に座れば)』あさを社　1985
- 『酒井大岳辻説法 第2集 (美しく生きる)』あさを社　1987
- 『正法眼蔵の愛語に学ぶ』鈴木出版　1987
- 『ほんのり、ほのぼの、ほとけさま 仏教にまなぶ子育て』朱鷺書房　1988
- 『酒井大岳辻説法 第3集 (野の道は光る)』あさを社　1989
- 『酒井大岳辻説法 第4集 (ゆく道に花あり灯あり)』あさを社　1990
- 『酒井大岳辻説法 第5集 (涼風千里)』あさを社　1992
- 『酒井大岳辻説法 第6集 (山河清風)』あさを社　1993
- 『金子みすゞの詩を生きる』JULA出版局　1994
- 『人生を拓く 正法眼蔵随聞記入門』講談社　1994
- 『神の子ヒマラヤの子 オギノ芳信ネパール写真集』文と書　あさを社　1995
- 『禅のことば』曹洞宗宗務庁　1995
- 『酒井大岳辻説法 第7集 (みんなのこころに雪がふる)』あさを社　1996
- 『禅に学ぶ人生 咲かせよう心の花を』鈴木出版　1996
- 『酒井大岳辻説法 第8集　銀河とともに』あさを社　1997
- 『春風百里 酒井大岳朝日俳壇入選百句集』あさを社　1997
- 『野に語る・般若心経』光雲社 1997
- 『こころを生かす』家の光協会　1998
- 『酒井大岳辻説法 第9集　あるけば咲いている』あさを社　1999
- 『さらさら生きる』家の光協会　1999
- 『ナマステ・ネパール 感動!学校づくりの旅』光雲社 1999
- 『仏教に学ぶ生き方』彌生書房　1999
- 『酒井大岳辻説法 第10集　月見坂』あさを社　2000
- 『りんりんと生きる』家の光協会　2003
- 『あったかい仏教 道元禅師の修証義にきく』大法輪閣　2004
- 『生きぬく力禅のことば 悲風逆風どんとこい』清流出版　2006　『気持ちがホッとする禅のことば』静山社文庫
- 『金子みすゞの詩と仏教』大法輪閣　2006　「金子みすゞの詩とたましい」静山社文庫
- 『酒井大岳と読む金子みすゞの詩』ザ・ブック 2011
- 『たったひとことで人生は変わる 「愛語」のすすめ』マガジンハウス　2011
- 『心があったまる仏教 生きる勇気をもらえる24の話 随筆説法』大法輪閣　2012

### メディア
- 『酒井大岳講話集「りんりんと生きる」』 CD全12巻　NHKサービスセンター　2003
- 『酒井大岳講話集 さらさら生きる』 CD全12巻[5]